# Assedio di Maastricht (1579)
L’assedio di Maastricht, durato dal 12 marzo al 1º luglio 1579, è un episodio della Guerra degli ottant'anni.

## Introduzione
Nel 1579 la città di Maastricht era nelle mani dei ribelli olandesi. Il 12 marzo, il generale spagnolo Alessandro Farnese duca di Parma, alla testa di circa 20 000 uomini, cinse d'assedio la città difesa da circa 2 000 olandesi e alcune milizie cittadine.

## L'assedio
Per entrare nella città Alessandro Farnese fece scavare dei tunnel sotto le mura. Sottoterra si svolsero cruenti combattimenti, con gli abitanti di Maastricht che gettavano acqua bollente e bombe nei tunnel.
La notte del 29 giugno dopo due mesi di accaniti combattimenti e con i difensori della città ormai esausti, l'esercito spagnolo espugnò Maastricht saccheggiandola per tre giorni.